# Džandžavíd

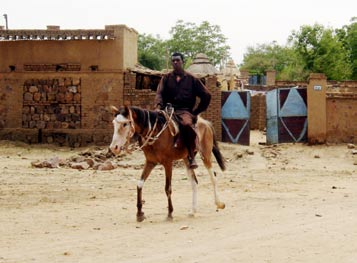
Bojovník Džandžavídu na koni

Džandžavíd (arabsky جنجويد džandžawíd, v súdánské výslovnosti ďanďawíd) jsou arabské milice operující v Dárfúru a východním Čadu. Jsou složeny z kočovníků. Vznikly na konci 80. let 20. století a od roku 2003 jsou jedním z hlavních hráčů v konfliktu v Dárfúru. Původně byly podporovány súdánskou vládou v jejím boji s místními černošskými separatisty, nyní se však vláda od nich distancuje.